# Microrreserva Miramontes
Miramontes es una microrreserva de flora ubicada en Villena (Alicante) con una superficie de 7100 hectáreas. Las especies prioritarias a proteger son la jabonera (Gypsophila struthium), la acelga de salobral (Limonium supinum), la zamarrilla (Teucrium libanitis), Teucrium gnaphalodes y Limonium caesium. También están sujetos a protección los matorrales halonitrófilos, Thymelaeo-Artemisietum barrelieri y la vegetación gipsófila ibérica (Gypsophiletalia), Gypsophilo struthii-Teucrietum libanitidis.